# Michel Augustin Quinebaux
Michel Augustin Quinebaux   (Rocquencourt, 26 de març de 1773 - rue Marguerite-de-Rochechouart, 5 de setembre de 1844) fou un compositor francès d'últims de XVIII i principis del XIX.
És autor de l'òpera còmica en un acte, Rose et Florbel estrenada el 1800; Philomèle et Thérée, pantomima (en col·laboració), i Le voisinage, pantomima, òpera còmica (també en col·laboració).